# L'Orgue de la Vierge
L'Orgue de la Vierge est un livre de prière du saint éthiopien Georges de Sagla, dédié à la Vierge Marie. Un manuscrit de ce texte sur parchemin de la fin du XVIIe siècle par le scribe Baselyos, est conservé au Metropolitan Museum of Art de New York.

## Description
Ce manuscrit enluminé est un exemplaire de Arganonä Weddassé (L'Orgue de Louange), dit aussi Arganonä Dengel (L'Orgue de Marie),  l'un des plus populaires livres de prière éthiopiens dédié à la Vierge Marie. Il est aussi l'une des dix œuvres crédités au scribe Baselyos. Un autre exemplaire de l'Arganonä Maryam du scribe Baselyos est maintenant dans la collection de la Bibliothèque Bodléienne de l'université d'Oxford.
Le manuscrit - qui est caractéristique pour son ornementation graphique, linéaire et géométrique - a quatre types d'ornements : enluminures en pleine page, bordures entrelacées (haräg), images magiques et ornement du texte. Les images sont rendues dans une palette en quatre couleurs : le noir, l'ocre, le rouge et le blanc. Les lignes noires, qui divisent l'ornementation, sont disposés en formes croisées o triangulaires. Des couleurs vives sont juxtaposés, en lignes fines évoquant une texture. Les pages non enluminées sont remplies de prières à la vierge Marie.
Abba Georges de Sagla (Giyorgis de Sägla) est traditionnellement crédité d'avoir écrit ces louanges à la Vierge. Vénéré comme un saint, Georges de Sagla était un auteur de textes religieux en guez - la langue liturgique de l'Église orthodoxe éthiopienne. Son portrait est au verso du premier folio. Les  prières sont en fonction des jours de la semaine qui sont écrits dans des haräg, c'est-à-dire des motifs entrelacés de branches de vigne. Cinq haräg sont à pleine page et un haräg est à demi-page.
Le manuscrit contient aussi des images magiques, talismaniques (ṭälsäm), caractéristiques : la prière est associée à protéger, à guérir d'une maladie, à satisfaire un désir. Ces images ne sont pas religieuses. L'étoile à huit branches, avec des projections triangulaires, est communément connue comme le sceau de Salomon.
Le texte est composé à l'encre noire à base de charbon, tandis que l'encre rouge, à base végétale, est réservée aux noms propres, aux signes de ponctuation et aux titres. Le texte est écrit dans l'écriture connue sous le nom de Guèze, qui était utilisée aussi pour les documents officiels.
La qualité de l'œuvre, son parchemin fin, son écriture, ses enluminures exquises suggèrent un propriétaire d'élite. Écrit au XVe siècle, lorsque le culte de la Vierge Marie était vigoureusement encouragée par l'Église éthiopienne, ce livre est une adoration de la mère du Christ.

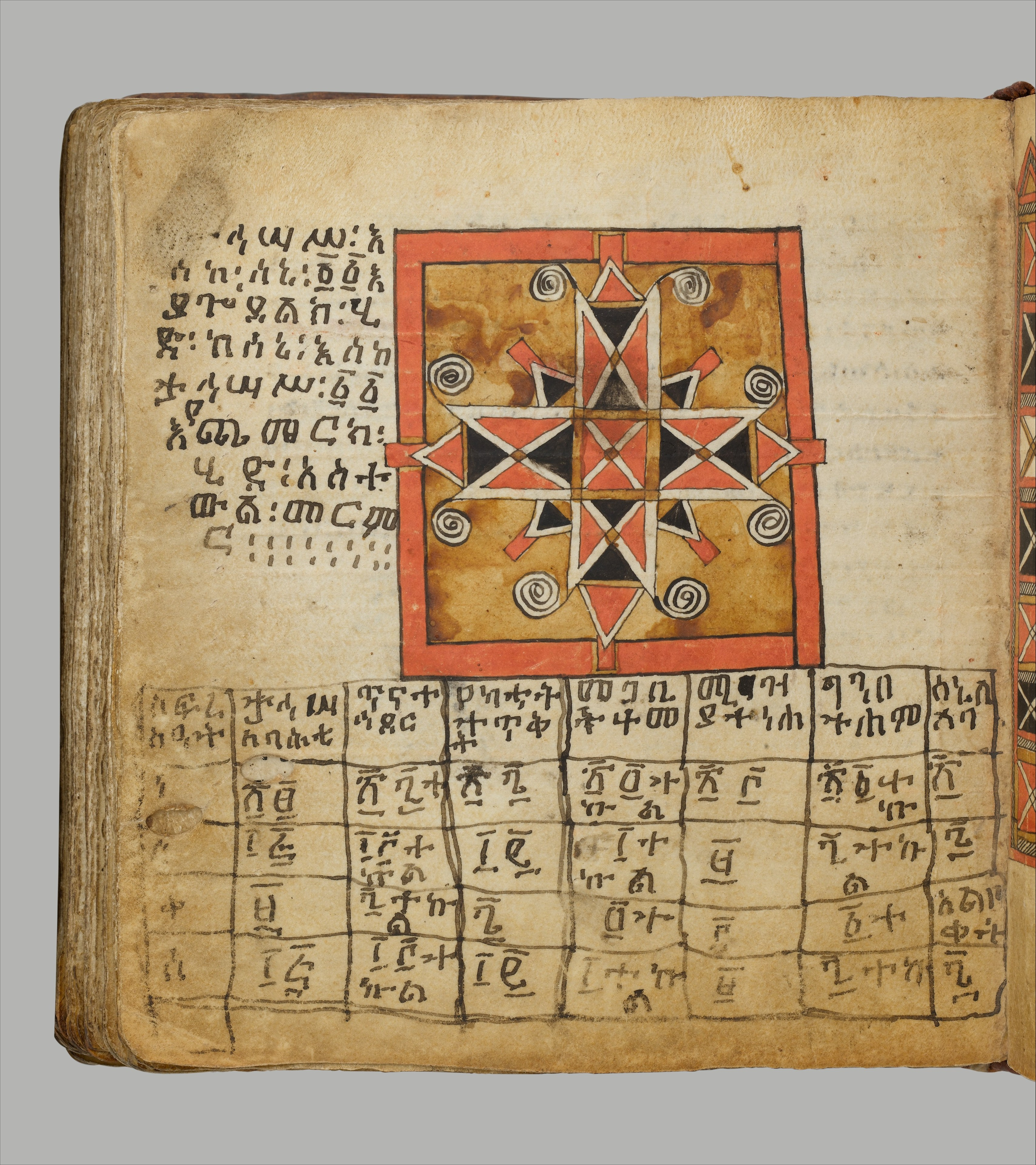
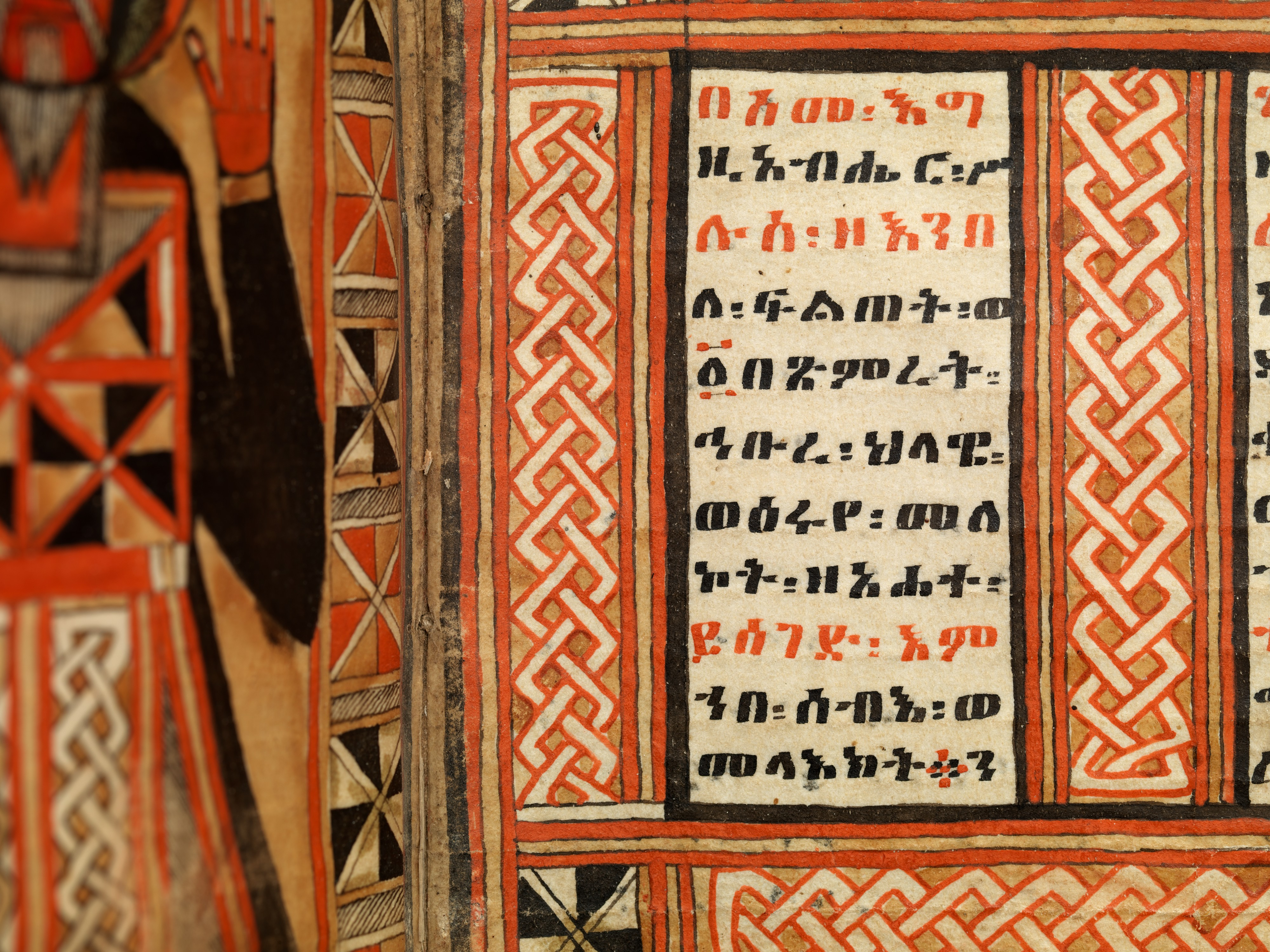
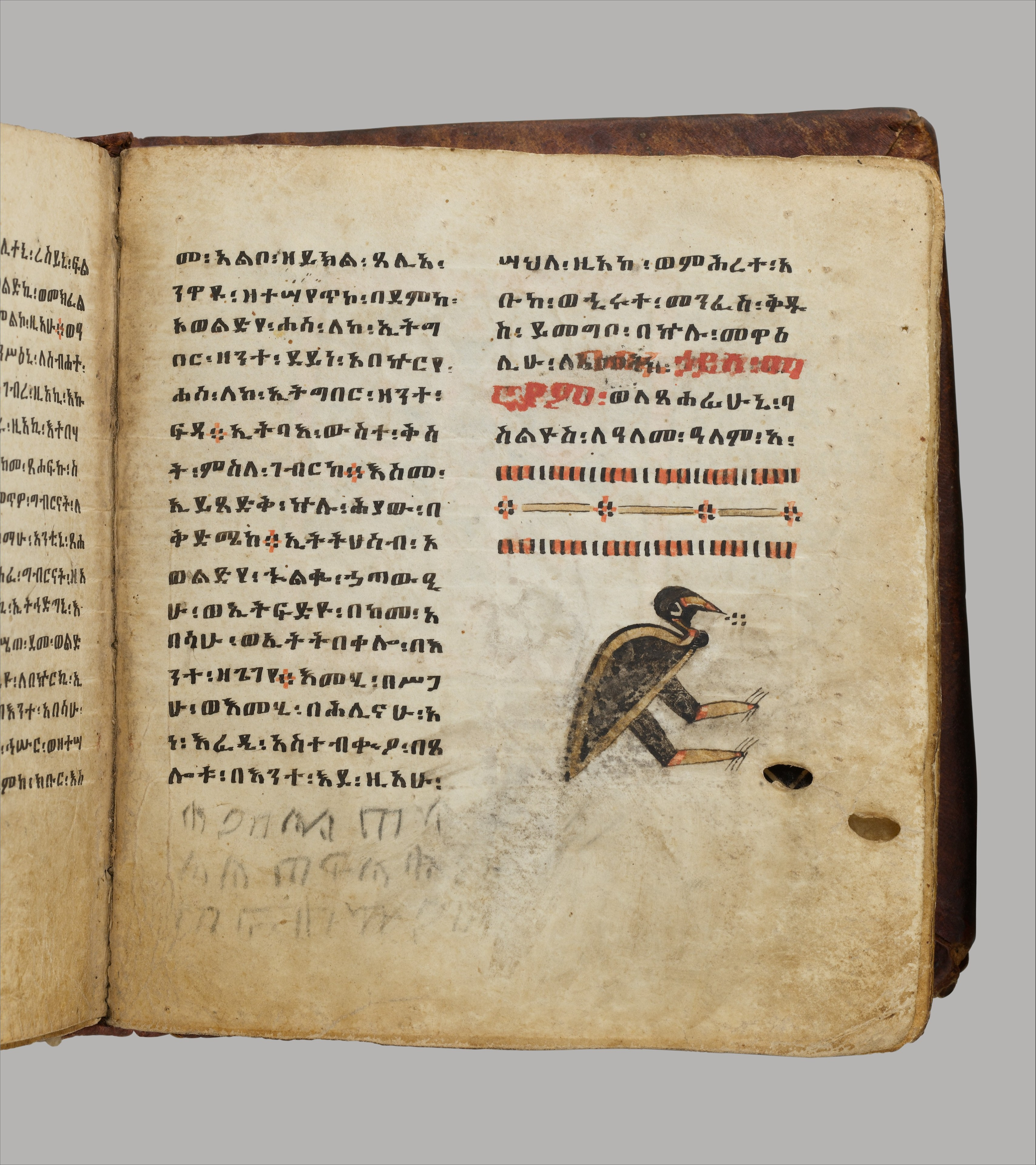
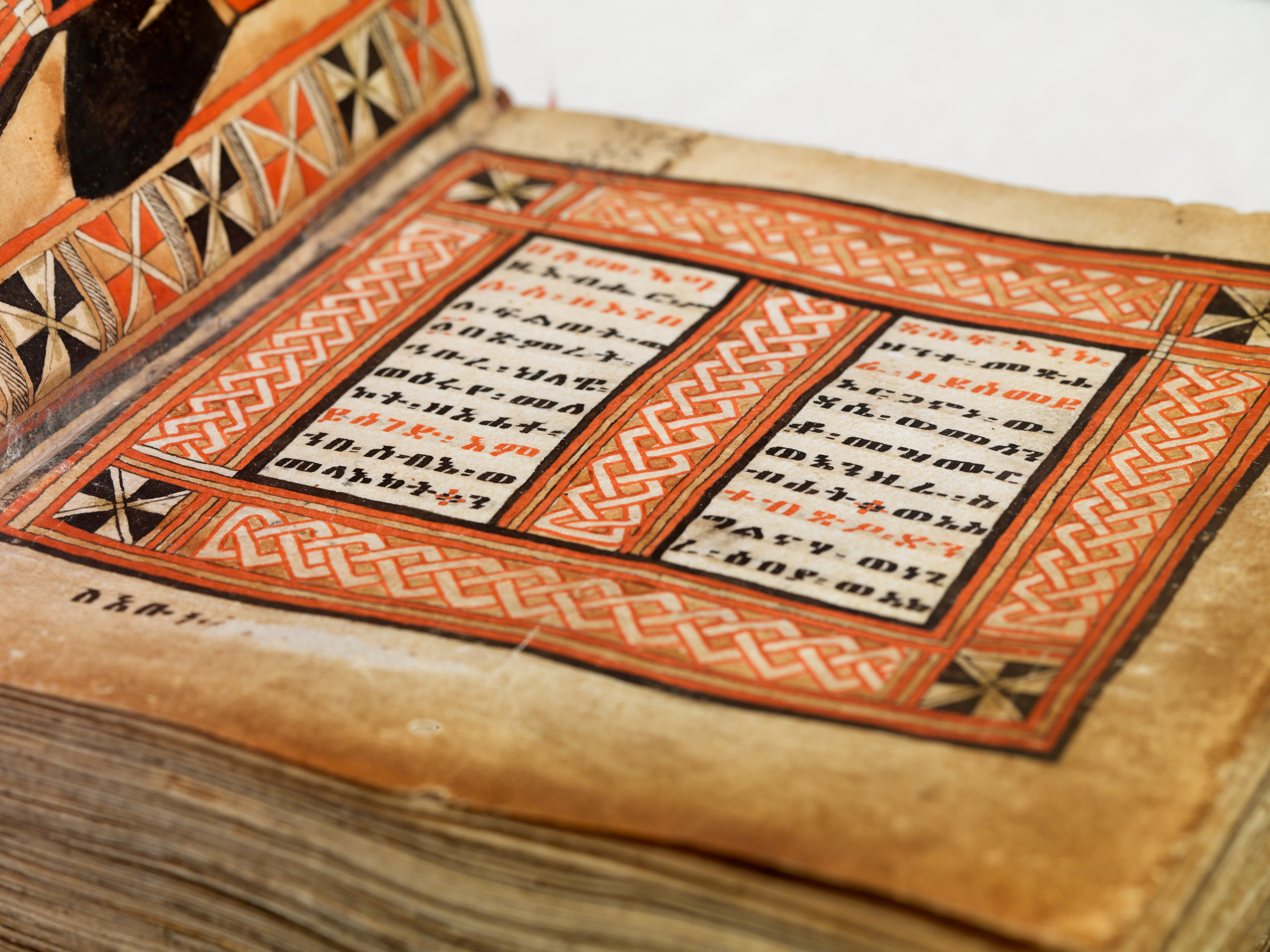

### L'auteur
Abba Giyorgis de Sägla (1365-1425) est traditionnellement crédité d'avoir écrit ces louanges à la Vierge. Vénéré comme un saint, il était un auteur de textes religieux en guèz - la langue liturgique de l'Église orthodoxe éthiopienne. Son portrait est au verso du premier folio. Ses sourcils noirs encadrent ses yeux à demi-lune et gris sont ses longs moustaches et sa barbe. Le saint porte une robe triangulaire noire, longue jusqu'aux pieds nus et brodé avec des éléments géométriques colorés. Il est en position d'orant : les mains levées, avec les paumes retournées. Ses mains surdimensionnées et ses doigts étendus avec des ongles proéminents, exagèrent cette position priante. La pose frontale reflète le style utilisé dans les manuscrits éthiopiens du XVe siècle. Le nom de  Georges de Sagla est écrit en Guèz, au-dessus de sa tête. Bien que dédiée à la Vierge Marie, cette œuvre n'inclut pas son image.
Le plus fameux livre de Georges de Sagla est Mäshäfä Mestirä Sämay Wämedr (Livre du mystère du ciel et de la terre), avec trente homélies. Pour Weddassé mäsqäl (Louange de la croix) de Georges de Sagla, voir un article d'Alessandro Bausi, avec texte en guèze et traduction en anglais.